# Weintrauboa yunnan
Weintrauboa yunnan is een spinnensoort in de taxonomische indeling van de Pimoidae.
Het dier behoort tot het geslacht Weintrauboa. De wetenschappelijke naam van de soort werd voor het eerst geldig gepubliceerd in 2006 door Yang, M. S. Zhu & D. X. Song.